# 팡가레이
팡가레이(Whangarei, IPA: [ˈɸaːŋaˌɾei])는 뉴질랜드 북섬 최북단의 노스랜드 지방의 주도이다. 보통 시로 분류되지만, 공식적으로는 1989년 만들어진 지자체인 팡가레이 구 의회(Whangarei District Council)가 관할하는 팡가레이 구의 일부이다. 인구는 2010년 7월 기준 약 51,900명으로 추정되며, 2001년 47,400명으로 조사된 바 있다. 팡가레이의 도시 지역은 카모, 티키풍가, 오탕아레이, 마이어타운, 리버시이드, 셔우드 라이즈, 오네라히, 모닝사이드, 라오망가, 파리하카, 마우누, 호라호라, 우드힐, 바인타운, 리젠트, 켄싱턴, 그리고 하우 밸리 등의 외곽지역을 포함한다.

## 역사
제임스 쿡 선장과 인데버 호의 선원들이 팡가레이 항구에 도달한 최초의 유럽인들이었다. 1769년 그들은 브림(참돔류)이라고 부르는 백마리 가량의 생선을 그곳에서 잡았고, 쿡은 그곳을 브림만이라고 이름지었다.
마오리 이위 나푸히가 19세기에 팡가레이를 점령했고, 테 파라하우 하푸가 항구의 어귀에 살았다. 1820년에 그 지역은 머스킷 전쟁 동안 와이카토와 나티 파오아 약탈자들에게 습격을 받았다.

## 지리

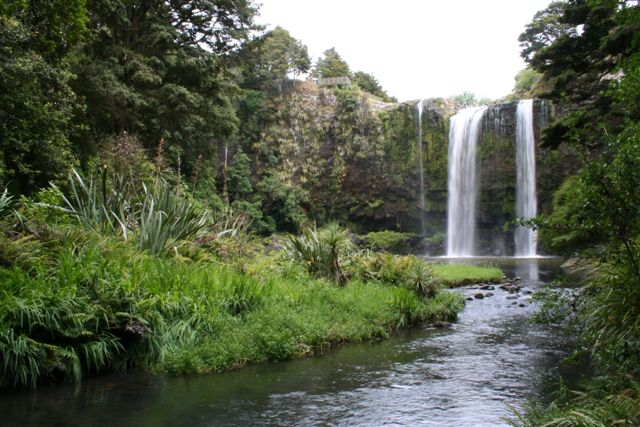
팡가레이 폭포

- 파리하카 산
- 하테아 강
- 라타코헤/라임스톤 섬

## 기후
| 팡가레이의 기후          | 팡가레이의 기후 | 팡가레이의 기후 | 팡가레이의 기후 | 팡가레이의 기후 | 팡가레이의 기후 | 팡가레이의 기후 | 팡가레이의 기후 | 팡가레이의 기후 | 팡가레이의 기후 | 팡가레이의 기후 | 팡가레이의 기후 | 팡가레이의 기후 | 팡가레이의 기후 |
| 월                       | 1월             | 2월             | 3월             | 4월             | 5월             | 6월             | 7월             | 8월             | 9월             | 10월            | 11월            | 12월            | 연간            |
| ------------------------ | --------------- | --------------- | --------------- | --------------- | --------------- | --------------- | --------------- | --------------- | --------------- | --------------- | --------------- | --------------- | --------------- |
| 일평균 최고 기온 °C (°F) | 24.4 (75.9)     | 24.2 (75.6)     | 23 (73)         | 20.4 (68.7)     | 18 (64)         | 16 (61)         | 15.1 (59.2)     | 15.6 (60.1)     | 16.8 (62.2)     | 18.3 (64.9)     | 20.6 (69.1)     | 22.6 (72.7)     | 19.6 (67.3)     |
| 일평균 최저 기온 °C (°F) | 15.4 (59.7)     | 15.7 (60.3)     | 15 (59)         | 12.6 (54.7)     | 10.1 (50.2)     | 8.3 (46.9)      | 7.2 (45.0)      | 7.8 (46.0)      | 9 (48)          | 10.4 (50.7)     | 12.2 (54.0)     | 13.7 (56.7)     | 11.4 (52.5)     |
| 평균 강수량 mm (인치)    | 90 (3.5)        | 112 (4.4)       | 142 (5.6)       | 129 (5.1)       | 120 (4.7)       | 179 (7.0)       | 151 (5.9)       | 146 (5.7)       | 130 (5.1)       | 116 (4.6)       | 80 (3.1)        | 92 (3.6)        | 1,490 (58.7)    |
| 출처: NIWA Climate Data  |                 |                 |                 |                 |                 |                 |                 |                 |                 |                 |                 |                 |                 |